# 427 Batalion Wschodni
427 Batalion Wschodni (niem. Ost-Bataillon 427, ros. 427-й восточный батальон) – oddział wojskowy Wehrmachtu złożony z Rosjan podczas II wojny światowej.
16 września 1942 r. por. Hecker, dowódca batalionu piechoty niemieckiego XXVII Korpusu Armijnego 9 Armii, działającego na okupowanej Białorusi, otrzymał rozkaz sformowania oddziału wojskowego w sile batalionu do ochrony sztabu korpusu. W jego skład weszli b. jeńcy wojenni z Armii Czerwonej. Oddział otrzymał nazwę XXVII Batalionu Ochotniczego (Freiwilligen-Bataillon XXVII). Początkowo składał się z dwóch kompanii. 13 stycznia 1943 r. przemianowano go na 427 Ostbataillon. Liczba kompanii wzrosła do czterech. W maju tego roku został podporządkowany bezpośrednio dowództwu Grupy Armii "Środek". Batalion brał udział w walkach z partyzantami i okrążonymi oddziałami sowieckimi w rejonie Rżew-Wiaźma. Ochraniał też linie komunikacyjne. W grudniu rozformowano go. W sierpniu 1944 r. został odtworzony na obszarze Prus Wschodnich. Na pocz. 1945 r. skierowano go na poligon wojskowy w Heuberg, gdzie wszedł w skład nowo formowanej 2 Dywizji Piechoty Sił Zbrojnych Komitetu Wyzwolenia Narodów Rosji.